# Sina Arnet
Sina Arnet (28 luglio 2005) è una saltatrice con gli sci svizzera.

## Biografia
Originaria di Engelberg e attiva dal febbraio del 2018, la Arnet ha esordito in Coppa del Mondo il 12 marzo 2022 a Oberhof (25ª) e ai Campionati mondiali a Planica 2023, dove si è classificata 33ª nel trampolino lungo e 7ª nella gara a squadre mista; ai Mondiali di Trondheim 2025 si è piazzata 11ª nella gara a squadre mista. Non ha preso parte a rassegne olimpiche.

## Palmarès

### Coppa del Mondo
- Miglior piazzamento in classifica generale: 43ª nel 2023